# Багамер
Багамер (мађ. Bagamér) град је у Мађарској. Багамер је један од градова у оквиру жупаније Хајду-Бихар. Покрива површину од 47,02 km2 (18 sq mi) и популацију од 2.540 људи (2015).

## Географско положај
Налази се на североисточном ободу округа, тик уз румунску границу, у близини области заштите паркас Хајдушаг. Седиште округа се налази 34 километра источно од Дебрецина. Насеље је смештено на граници брезовог песка и секундарне црне земље.
Суседна насеља на мађарској страни границе: Њирабрани са севера, Вамошперч са северозапада, Ујлета са запада и Алмошд са југа. Њена граница на истоку поклапа се са државном границом у дужини од више од 14 километара, најближа насеља у том правцу су Шимијан (Şimian), Еркенез (Voivozi) и Ершеленд (Șilindru).

## Историја
Његов први писани помен датира из 1281. године, под именом Багомер. Њен први власник била је породица Гуткелед. Сачували су се само називи мањих села у околини која су још тада постојала. Већ почетком 17. века важио је за насељено насеље, са више од хиљаду становника, након што га је Габор Батори поклонио витезовима Хајда 1611. године. Као резултат привилегијског писма, постао је мали град. У турско доба је био опустошен, а у 18. веку је насељен кметовима. До 1848. године постојао је упоредо као кметско и као племићко село.
Био је у власништву каптола Варад до 1945. године. То је била општина из 1871. године, коју је титулу изгубила 1952. и повратила када се спојила са Алмошдом 1971. године. Од 1990. године, ова два села поново делују са засебним општинама.

## Становништво
Године 2001. 91% становништва насеља се изјаснило као Мађари, 9% Роми.
Током пописа 2011. 90,6% становника изјаснило се као Мађари, 15,9% као Роми, 0,5% као Румуни и 0,3% као Срби (9,3% се није изјаснило, због двојног идентитета, укупан број већи може бити на 100 %). 
Верска дистрибуција је била следећа: римокатолици 5,6%, реформатори 50%, гркокатолици 7,1%, неденоминациони 15,7% (19,2% није одговорило).